# Donald III
Donald III (średn. gael. Domnall mac Donnchada) (ur. ok. 1033, zm. 1099) – król Szkocji od 1093 do 1094 i od 1094 do 1097.
Był synem Duncana I, króla Szkocji w latach 1034–1040, i Suthen. Po śmierci swojego brata Malcolma III najechał na Szkocję i objął tron. Jednak w 1094 roku został wygnany przez Duncana, syna Malcolma III. Kilka miesięcy później Duncan II został zabity przez Máela Petaira, Mormaera z Mearns. Po śmierci siostrzeńca Donald ponownie objął tron. Był wówczas już starym królem i nie miał potomstwa, więc na dziedzica wyznaczył swojego innego siostrzeńca, Edmunda, który według Williama z Malmesbury wytargował jeszcze za życia swojego wuja połowę Królestwa. W 1097 roku obaj zostali obaleni przez kolejnego syna Malcolma III, Edgara.
Według Williama z Malmesbury Donald III został "zabity przez przebiegłość Dawida (późniejszego króla Szkocji Dawida I) i siłę króla Anglii, Wilhelma (Rudego)", według Kroniki Anglosaskiej został wydalony, natomiast według Jana z Fordun i roczników Tigernacha Edgar I oślepił i uwięził Donalda III w Rescobie, przy Forfar, w Angus. Obalony Król Szkocji zmarł najprawdopodobniej właśnie w tamtejszym więzieniu w 1099 roku.